# Lišov
Lišov är en stad i Tjeckien.   Den ligger i regionen Södra Böhmen, i den centrala delen av landet, 120 km söder om huvudstaden Prag. Lišov ligger 515 meter över havet och antalet invånare är 3 989.
Terrängen runt Lišov är huvudsakligen platt, men åt sydväst är den kuperad.Runt Lišov är det ganska tätbefolkat, med 52 invånare per kvadratkilometer. Närmaste större samhälle är České Budějovice, 10,8 km väster om Lišov. Omgivningarna runt Lišov är en mosaik av jordbruksmark och naturlig växtlighet.